# Wenceslao Gaviña
Wencelao Gaviña y Baquero (1814-1883) fue un arquitecto español, autor de varios proyectos de cementerios madrileños.

## Biografía
Natural de la localidad burgalesa de Barbadillo del Mercado, donde había nacido en el año 1814, fue el responsable de los proyectos de los cementerios de de San Justo (1846) y de San Martín. También se le encargó el cementerio británico, del que realizó unos planos, mas el proyecto final terminaría correspondiendo al italiano Benedetto Albano, que planteó un proyecto menos ambicioso que el de Gaviña. Fue presidente de la Sociedad Central de Arquitectos. Fallecido el 16 de enero de 1883, fue enterrado en el cementerio de San Justo, que él mismo había planteado décadas atrás.